# Mandola
 Mandola  eller Tenor mandola, som den også kaldes, er et strengeinstrument tæt beslægtet med mandolinen.
Instrumentet har fire dobbeltstrenge, altså otte strenge i alt. Strengene er stemt i kvinter: C-G-D-A, hvilket gør toneområdet tilsvarende det fra en bratsch.
Strengparrene er stemt ens, for at opnå dobbeltklang, og dermed en slags svingningsforstærkning.
Mandola bruges meget i sammenspil med flere mandoliner som en understemme, ligesom instrumentet ofte ses indenfor folkemusik – herunder især den irske.
Mandolaen spilles med plekter
- Wikimedia Commons har flere filer relateret til Mandola